# 오스트레일리아혹등돌고래
오스트레일리아혹등돌고래(학명: Sousa sahulensis)는 참돌고래과에 속하는 고래의 일종이다. 네번째로 알려진 혹등돌고래이다. 학명은 오스트레일리아혹등돌고래가 발견되는 오스트레일리아 북부와 뉴기니 남부 사이에 위치한 사훌 대륙붕의 이름에서 유래했다. 2014년 7월 31일, '해양포유류과학'(Marine Mammal Science)에 과학적으로 처음 기재되었다.

## 같이 보기
- 고래류의 종 목록